# DHB-Supercup
Der DHB-Supercup ist ein Handball-Wettbewerb der Handball-Bundesliga (Daikin HBL), der bei den Männern seit 1994 und bei den Frauen erstmals 2008 und seit 2015 jährlich ausgetragen wird. Die Begegnung findet in der Regel zwischen dem Deutschen Meister und dem Sieger des DHB-Pokals statt. 
Der Austragungsort bei den Männern war von 2005 bis 2012 mit zwei Ausnahmen die Münchner Olympiahalle. 2009 fand das Spiel wegen Umbauarbeiten der Olympiahalle in Nürnberg statt, und 2012 war die Olympiahalle gesperrt, so dass ins Eissportzentrum ausgewichen werden musste. Der Austragungsort München wurde gewählt, um in der Region das Interesse am Handballsport zu steigern. Im Jahr 2013 war die ÖVB-Arena in Bremen der Austragungsort des Supercups. Von 2014 bis 2017 wurde in der Porsche-Arena in Stuttgart gespielt. Seit 2018 wird der Pixum Super Cup im wesentlich größeren PSD Bank Dome in Düsseldorf veranstaltet. 2024 wurden die Wettbewerbe der Männer und der Frauen erstmals in einer gemeinsamen Veranstaltung durchgeführt.
Gingen beide Titel (Meister und Pokalsieger) an den gleichen Verein, so war bis 2008 der Finalist des DHB-Pokals spielberechtigt. Einzige Ausnahme war das Jahr 1997, in dem mit der SG Flensburg-Handewitt der Vizemeister im Supercup antrat, weil der Pokalfinalist HSG Dutenhofen/Münchholzhausen damals noch in der zweiten Liga spielte. Ab 2009 wurde diese Regelung bei den Männern dahingehend geändert, dass der Meister regulär gegen den Vizemeister antritt.
Rekordsieger bei den Männern ist der THW Kiel, der bei 24 Finalteilnahmen 13-mal den Pokal gewann und ihn als einzige Mannschaft viermal hintereinander gewinnen konnte (2020 bis 2023).
Von 2015 bis 2023 war das Unternehmen Pixum Namensgeber des Wettbewerbs der Männer.

## Bisherige Partien

### Männer
| Jahr | Datum         | Ort        | Mannschaften                                        | Resultat    |
| ---- | ------------- | ---------- | --------------------------------------------------- | ----------- |
| 1994 | 17. Aug. 1994 | Koblenz    | THW Kiel (M) – SG Wallau/Massenheim (P)             | 20:24       |
| 1995 | 2. Sep. 1995  | Kiel       | THW Kiel (M) – TBV Lemgo (P)                        | 27:24 n. V. |
| 1996 | 8. Sep. 1996  | Berlin     | THW Kiel (M) – SC Magdeburg (P)                     | 23:26       |
| 1997 | 6. Sep. 1997  | Hamburg    | TBV Lemgo (M+P) – SG Flensburg-Handewitt (VM)       | 35:33 n. V. |
| 1998 | 6. Sep. 1998  | Koblenz    | THW Kiel (M+P) – TV Niederwürzbach (VP)             | 22:20       |
| 1999 | 19. Aug. 1999 | Hannover   | THW Kiel (M+P) – TBV Lemgo (VP)                     | 24:25       |
| 2000 | 9. Aug. 2000  | Hannover   | THW Kiel (M+P) – SG Flensburg-Handewitt (VP)        | 19:20       |
| 2001 | 5. Sep. 2001  | Hannover   | SC Magdeburg (M) – VfL Bad Schwartau (P)            | 28:25       |
| 2002 | 4. Sep. 2002  | Hannover   | THW Kiel (M) – TBV Lemgo (P)                        | 26:34       |
| 2003 | 27. Aug. 2003 | Dessau     | TBV Lemgo (M) – SG Flensburg-Handewitt (P)          | 32:28       |
| 2004 | 8. Sep. 2004  | Dessau     | SG Flensburg-Handewitt (M+P) – HSV Hamburg (VP)     | 24:25       |
| 2005 | 30. Aug. 2005 | München    | THW Kiel (M) – SG Flensburg-Handewitt (P)           | 36:34       |
| 2006 | 22. Aug. 2006 | München    | THW Kiel (M) – HSV Hamburg (P)                      | 35:39       |
| 2007 | 21. Aug. 2007 | München    | THW Kiel (M+P) – SG Kronau-Östringen (VP)           | 41:31       |
| 2008 | 30. Aug. 2008 | München    | THW Kiel (M+P) – HSV Hamburg (VP)                   | 33:28       |
| 2009 | 1. Sep. 2009  | Nürnberg   | THW Kiel (M+P) – HSV Hamburg (VM)                   | 28:35       |
| 2010 | 24. Aug. 2010 | München    | THW Kiel (M) – HSV Hamburg (P)                      | 26:27       |
| 2011 | 30. Aug. 2011 | München    | HSV Hamburg (M) – THW Kiel (P)                      | 23:24       |
| 2012 | 21. Aug. 2012 | München    | THW Kiel (M+P) – SG Flensburg-Handewitt (VM)        | 29:26       |
| 2013 | 20. Aug. 2013 | Bremen     | THW Kiel (M+P) – SG Flensburg-Handewitt (VM)        | 26:29       |
| 2014 | 19. Aug. 2014 | Stuttgart  | THW Kiel (M) – Füchse Berlin (P)                    | 24:18       |
| 2015 | 19. Aug. 2015 | Stuttgart  | THW Kiel (M) – SG Flensburg-Handewitt (P)           | 27:26       |
| 2016 | 31. Aug. 2016 | Stuttgart  | Rhein-Neckar Löwen (M) – SC Magdeburg (P)           | 27:24       |
| 2017 | 23. Aug. 2017 | Stuttgart  | Rhein-Neckar Löwen (M) – THW Kiel (P)               | 33:31 n. S. |
| 2018 | 22. Aug. 2018 | Düsseldorf | SG Flensburg-Handewitt (M) – Rhein-Neckar Löwen (P) | 26:33       |
| 2019 | 21. Aug. 2019 | Düsseldorf | SG Flensburg-Handewitt (M) – THW Kiel (P)           | 32:31 n. S. |
| 2020 | 26. Sep. 2020 | Düsseldorf | THW Kiel (M) – SG Flensburg-Handewitt (VM)          | 28:24       |
| 2021 | 4. Sep. 2021  | Düsseldorf | THW Kiel (M) – TBV Lemgo (P)                        | 30:29       |
| 2022 | 31. Aug. 2022 | Düsseldorf | SC Magdeburg (M) – THW Kiel (P)                     | 33:36       |
| 2023 | 23. Aug. 2023 | Düsseldorf | THW Kiel (M) – Rhein-Neckar Löwen (P)               | 37:36 n. S. |
| 2024 | 31. Aug. 2024 | Düsseldorf | SC Magdeburg (M+P) – Füchse Berlin (VM)             | 30:32       |
| 2025 | 23. Aug. 2025 | München    | Füchse Berlin (M) – THW Kiel (P)                    |             |

Bezeichnungen: M = Meister, P = Pokalsieger, VM = Vizemeister, VP = Vizepokalsieger

### Frauen
| Jahr | Datum         | Ort                    | Mannschaften                                         | Resultat |
| ---- | ------------- | ---------------------- | ---------------------------------------------------- | -------- |
| 2008 | 30. Dez. 2008 | Koblenz                | 1. FC Nürnberg (M) – HC Leipzig (P)                  | 30:34    |
| 2009 | 27. Dez. 2009 | Rotenburg an der Fulda | HC Leipzig (M) – VfL Oldenburg (P)                   | 28:30    |
| 2015 | 6. Sep. 2015  | Nordhausen             | Thüringer HC (M) – Buxtehuder SV (P)                 | 24:22    |
| 2016 | 4. Sep. 2016  | Nordhausen             | Thüringer HC (M) – HC Leipzig (P)                    | 22:21    |
| 2017 | 3. Sep. 2017  | Hamburg                | SG BBM Bietigheim (M) – Buxtehuder SV (P)            | 30:22    |
| 2018 | 1. Sep. 2018  | Nordhausen             | Thüringer HC (M) – VfL Oldenburg (P)                 | 35:23    |
| 2019 | 31. Aug. 2019 | Ludwigsburg            | SG BBM Bietigheim (M) – Thüringer HC (P)             | 27:26    |
| 2021 | 28. Aug. 2021 | Dortmund               | Borussia Dortmund (M) – SG BBM Bietigheim (P)        | 21:31    |
| 2022 | 4. Sep. 2022  | Oldenburg              | SG BBM Bietigheim (M+P) – VfL Oldenburg (VP)         | 38:26    |
| 2023 | 2. Sep. 2023  | Ludwigsburg            | SG BBM Bietigheim (M+P) – HSG Bensheim/Auerbach (VP) | 34:23    |
| 2024 | 31. Aug. 2024 | Düsseldorf             | HB Ludwigsburg (M) – TuS Metzingen (P)               | 34:24    |
| 2025 | 23. Aug. 2025 | München                | Thüringer HC – HSG Blomberg-Lippe (VM+VP)            |          |

Bezeichnungen: M = Meister, P = Pokalsieger, VM = Vizemeister, VP = Vizepokalsieger

## Rangliste der Teilnehmer

### Männer
| Rang                      | Verein                 | Titel | Teilnahmen | Jahre |
| ------------------------- | ---------------------- | ----- | ---------- | --- |
| 1                         | THW Kiel               | 13    | 24         | 1994, 1995, 1996, 1998, 1999, 2000, 2002, 2005, 2006, 2007, 2008, 2009, 2010, 2011, 2012, 2013, 2014, 2015, 2017, 2019, 2020, 2021, 2022, 2023 |
| 2                         | TBV Lemgo              | 4     | 6          | 1995, 1997, 1999, 2002, 2003, 2021 |
| 2                         | HSV Hamburg            | 4     | 6          | 2004, 2006, 2008, 2009, 2010, 2011 |
| 4                         | SG Flensburg-Handewitt | 3     | 11         | 1997, 2000, 2003, 2004, 2005, 2012, 2013, 2015, 2018, 2019, 2020                                                                               |
| 5                         | Rhein-Neckar Löwen     | 3     | 5          | 2007 1, 2016, 2017, 2018, 2023 |
| 6                         | SC Magdeburg           | 2     | 5          | 1996, 2001, 2016, 2022, 2024 |
| 7                         | Füchse Berlin          | 1     | 2          | 2014, 2024 |
| 8                         | SG Wallau-Massenheim   | 1     | 1          | 1994 |
| 9                         | TV Niederwürzbach      |       | 1          | 1998 |
| 9                         | VfL Lübeck-Schwartau   |       | 1          | 2001 |
| 1 als SG Kronau-Östringen |                        |       |            | |

### Frauen
| Rang | Verein                | Titel | Teilnahmen | Jahre                        |
| ---- | --------------------- | ----- | ---------- | ---------------------------- |
| 1    | SG BBM Bietigheim     | 5     | 5          | 2017, 2019, 2021, 2022, 2023 |
| 2    | Thüringer HC          | 3     | 4          | 2015, 2016, 2018, 2019       |
| 3    | HC Leipzig            | 1     | 3          | 2008, 2009, 2016             |
| 3    | VfL Oldenburg         | 1     | 3          | 2009, 2018, 2022             |
| 5    | HB Ludwigsburg        | 1     | 1          | 2024                         |
| 6    | Buxtehuder SV         |       | 2          | 2015, 2017                   |
| 7    | 1. FC Nürnberg        |       | 1          | 2008                         |
| 7    | Borussia Dortmund     |       | 1          | 2021                         |
| 7    | HSG Bensheim/Auerbach |       | 1          | 2023                         |
| 7    | TuS Metzingen         |       | 1          | 2024                         |